# Eternal Shades of Bloody Sex
Eternal Shades of Bloody Sex ist ein kanadischer Erotik-Horrorfilm von Wilhelm Liebenberg und Federico Sanchez aus dem Jahr 2004.

## Handlung
Raymond Pope arbeitet als Detective in Montreal. Ihn und seine Ehefrau trennen Moralvorstellungen. Raymond steht auf BDSM, während seine Frau sexuelle Befreiung in einem lesbischen Abenteuer sucht. Bei ihrer Suche trifft sie auf Elizabeth Kane. Die wohlhabende Frau ist, wie im Laufe der Handlung ersichtlich wird, in Wahrheit die als Blutgräfin bekannte Elisabeth Báthory. Sie lebt zurückgezogen in einer Villa und lässt sich durch ihr Dienstmädchen Irina junge Frauen besorgen, um ihren Blutdurst zu stillen, nach dem Sex tötet sie Popes Frau.
Pope, der sich von seiner Frau entfremdet hat, übernimmt dennoch die Ermittlungen und lässt über die Babysitterin seiner Tochter die digitalen Spuren untersuchen, die ihn zu Elizabeth führen. Zunächst beginnt ein, durchaus erotisches Spiel zwischen den beiden, doch die Straßen von Montreal füllen sich immer mehr mit Leichen junger Frauen. Schließlich trifft Pope auf einen italienischen Geistlichen, der ihn vor Elisabeth warnt. Nachdem die Babysitterin seiner Tochter ebenfalls ermordet wird, versucht er Elisabeth zur Rede zu stellen, doch diese ist nach Venedig abgereist.
In Italien stellt er ihr mit dem Geistlichen eine Falle. In einem Kloster wird Elizabeth gefangen gehalten. Sie versucht nun Raymond zu überreden, sie zu befreien.

## Hintergrund
Es handelt sich um einen B-Movie aus dem Vampirfilm-Genre, der einige recht kurze und wenig explizite Sexszenen sowie einige wenige blutige Szenen enthält. Die meisten Schauspieler sind bekannte Gesichter aus dem kanadischen Fernsehen. Der Film lief für einige Wochen im US-amerikanischen Kino.
Er basiert auf der realen Person Elisabeth Bathory, deshalb wurde dem Film eine Texttafel mit „Basierend auf einer wahren Begebenheit“ vorangestellt.
In Deutschland erschien der Film am 26. Februar 2015 direkt auf DVD, also rund 10 Jahre nach der Erstveröffentlichung. Der Titel ist eine deutliche Anlehnung an die Shades of Grey-Reihe. Er erschien außerdem unter den Titeln Nachtschicht (2020 auf WMM) und Vampire Crisis 2 (AVV).

## Kritiken
Insgesamt wurde der Film eher negativ bewertet. Das Lexikon des internationalen Films urteilt: „Auf eher misslungene Weise suhlt sich der entfesselte Vampirfilm im Blut der Opfer, die sich auf der Suche nach wildem Sex in einer monströsen Unterwelt verloren haben.“ Gelobt wurde die Hochglanzoptik des Films, das Szenenbild sowie die Requisiten.